# کلیب کار
کلیب کار (انگلیسی: Caleb Carr) (۲ اوت ۱۹۵۵ – ۲۳ مه ۲۰۲۴) یک رمان‌نویس، تاریخ‌نگار، نویسنده و فیلم‌نامه‌نویس اهل ایالات متحده آمریکا بود.
وی در ۲۳ مه ۲۰۲۴، در ۶۸ سالگی درگذشت.